# Dorcadion obenbergeri
Dorcadion obenbergeri is een keversoort uit de familie van de boktorren (Cerambycidae). De wetenschappelijke naam van de soort werd voor het eerst geldig gepubliceerd in 1940 door Heyrovský.